# Skalní dóm

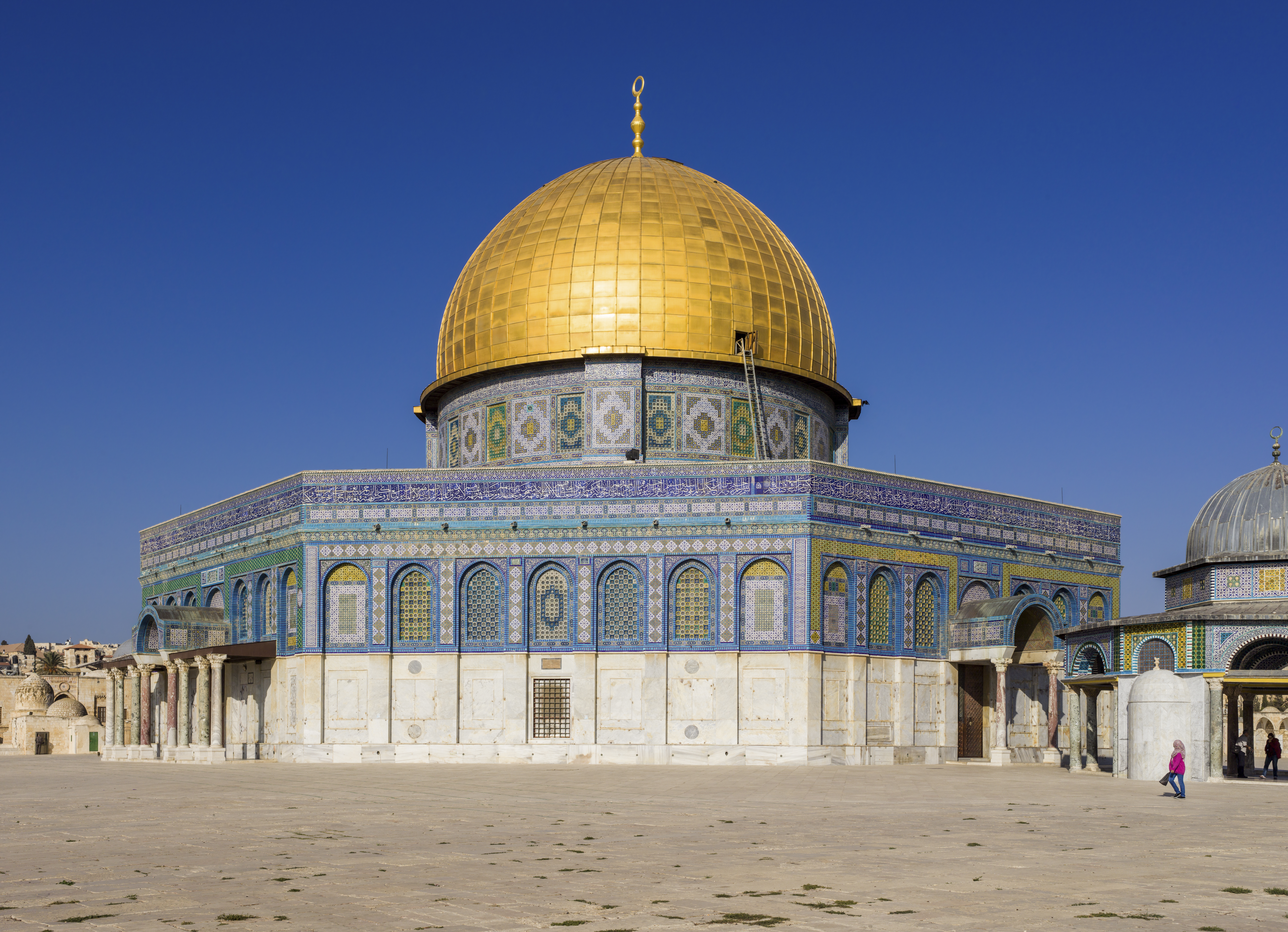
Skalní dóm na Chrámové hoře v Jeruzalémě

Skalní dóm (arabsky مسجد قبة الصخرة‎ Masdžid Qubbat as-Sachra, hebrejsky כיפת הסלע‎ Kipat ha-sela, turecky Kubbetüs Sahra) je islámská svatyně v centru Chrámové hory v Jeruzalémě, kterou muslimové nazývají Vznešená a ušlechtilá svatyně (al-Haram al-Qudsí aš-Šaríf, arabsky: الحرم القدسي الشريف), Židé a křesťané Chrámová hora (hebrejsky: הר הבית Har ha-bajit). Skalní chrám patří k nejznámějším pamětihodnostem Jeruzaléma. Byl postaven mezi lety 687 až 691 9. chalífou Abdulmalikem. Po celá staletí jej evropští cestovatelé mylně nazývali mešita Umar ibn al-Chattáb nebo Omarova mešita. S tímto označením je možné setkat se i dnes, ale Omarova mešita se nachází na jiném místě ve Starém Městě, konkrétně v křesťanské čtvrti několik metrů od Chrámu Božího hrobu.

## Náboženský význam
Muslimové věří, že skála v centru Dómu je tatáž, po níž vystoupal Mohamed na Noční cestu do nebe roku 621 n. l., doprovázený andělem Gabrielem. Tam se radil s Mojžíšem a před návratem na zem dostal (nyní povinné) muslimské modlitby (viz Isra a Mi'rádž). Súra 17 v Koránu, nazvaná „Noční cesta“, popisuje cestu Mohameda z al-Masdžid al-Haram („posvátné mešity“) do al-Masdžid al-Aksá („nejvzdálenější mešity“). Ačkoli se v celém Koránu ani jednou neobjevuje slovo Jeruzalém (Al-Quds) a v Mohamedově době byl stále pod byzantskou nadvládou, pozdější muslimská tradice v Sunně identifikovala Masdžid al-haram jako mešitu v Mekce a Masdžid al-Aksá jako Chrámovou horu v Jeruzalémě).
V judaismu je skála místem, kde Abrahám podstoupil zkoušku, která měla prověřit jeho oddanost Bohu tím, že měl obětovat svého syna Izáka (Gn 22,1–19). Muslimové věří, že se tato událost týkala jiného Abrahámova syna, Izmaela, a stala se na poušti Mina, kde miliony muslimů konají každý rok pouť. Zde je spor mezi světskými učenci o rovnosti hory Mórija (kde nastala tato zkouška podle Bible), Chrámovou horou a skálou, kde Jákob snil o andělech stoupajících po žebříku do nebe (Gn 28,10–19). Ale pro ortodoxní Židy není pochyb o tom, že všechny tyto události nastaly na tomto místě.
Tato skála byla pravděpodobně tou, na které spočívala Archa úmluvy během Prvního chrámu. V období Druhého chrámu byla na tomto místě ústřední svatyně Chrámu, tzv. Kodeš ha-kodašim, Nejsvětější svatyně. Rabínská legenda také praví, že tento kámen je základním kamenem celého světa a je jeho středem, odtud také jeho jméno אבן השתייה – Even ha-štija – Základní kámen.
Křesťané věří, že na stejném místě, nad kterým byl později vybudován Dóm, nechal v období Byzantské říše Konstantin postavit malý kostel nazvaný Chrám svatého Cyrila a svatého Jana, později zvětšený a přejmenovaný na Chrám Svaté moudrosti.

## Historie

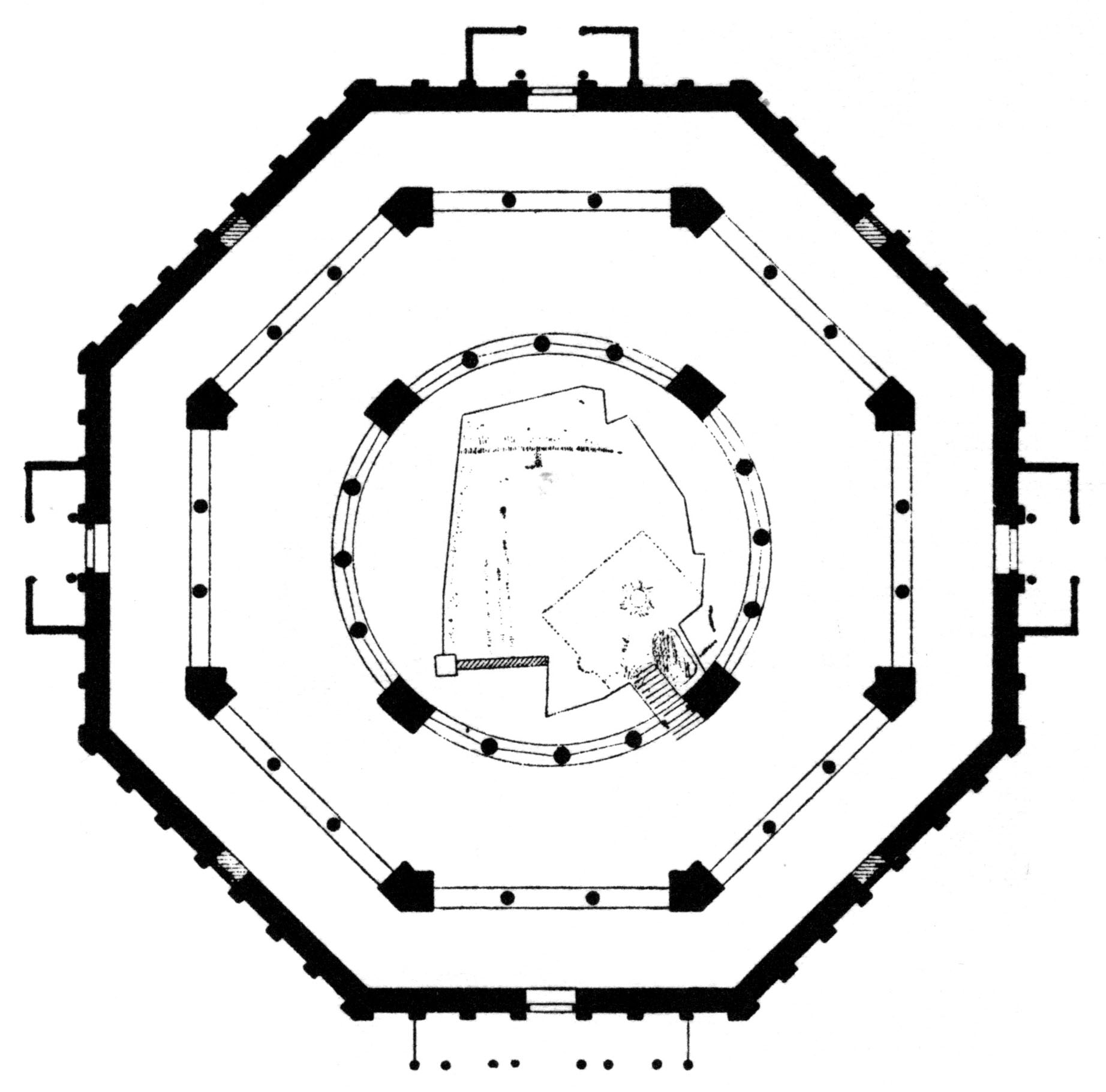
Půdorys

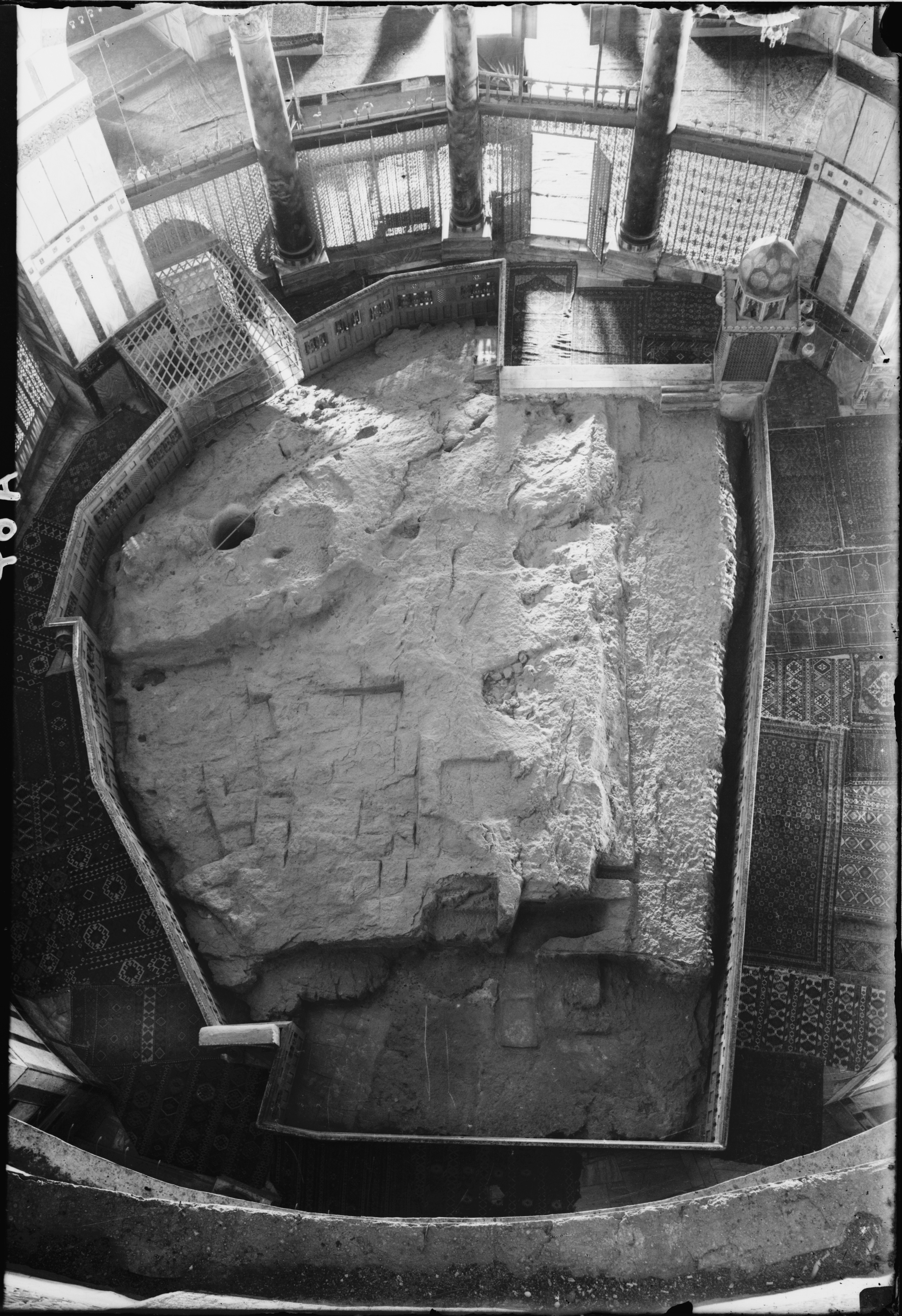
Interiér skalního dómu

Roku 630 dávno před tím, než byl postaven Dóm, Umar ibn al-Chattáb s pomocí Žida přestoupivšího na islám Ka'aba al-Achbara a dalších muslimů obnovil Základní kámen, vykopal jej z prachu a očistil místo, na kterém bylo zřízeno smetiště. Ibn Asakir se zmiňuje, že Umar nikdy nepostavil žádný muslimský dům pro uctívání na tomto místě, ale rozhodl se postavit mešitu v jižní oblasti Chrámové hory, aby vlastní skála byla na sever od ní. Udělal tak proto, že qibla modliteb směřuje jižně, směrem ke Ka'bě v Mekce, a pokud by dóm stál nad skálou nebo severně od ní, mohlo by se zdát, že se muslimové nemodlí směrem k Mekce, ale Chrámové hoře, jak to dělají Židé. Oblast Základního kamene zůstala odkryta až do časů chalífy Abd al-Malik ibn Marwana, který započal stavbu v roce 685, dokončena byla v roce 691. Muslimský učenec al-Wasiti píše:
| „                    | Když se Abdulmalik rozhodl postavit Skalní dóm, přišel z Damašku do Jeruzaléma. Napsal: „Abd al-Malik zamýšlí postavit kopuli (qubba) nad Skálou pro ubytování muslimů před chladem a vedrem, a pro konstrukci mešity. Ale předtím než začal, chtěl vědět osobní názory. S jejich schválením zástupci odepsali: „Nechť Alláh povolí dokončit tohoto díla a považuje stavby kopule a mešit za dobrý skutek pro Abd al-Malika a jeho předky.“ On pak shromáždil řemeslníky ze všech jeho panství a žádal je, aby mu poskytli popis a formu plánované kopule předtím, než bude zaneprázdněn její výstavbou. Takto to bylo pro něj psáno v sahnu mešity. Pak objednal výstavbu pokladnice (bajt al-mal, dnešní Řetězový dóm) na východ od Skály. Pak jmenoval Radžu ibn Hajwa a Jazída ibn Saláma, aby dohlíželi na stavbu a nařídil jim nešetřit na ní. Poté se vrátil zpět do Damašku. Když ti dva splnili svůj úkol, napsali al-Malikovi zprávu, že Dóm a al-Masdžid al-Aksá jsou hotové. Řekli mu: „Ve stavbě není nic, co by poskytovalo prostor pro jakoukoli kritiku.“ Nabídl jim peníze jako odměnu, ale oni odmítli a dali na srozuměnou, že už byli velkoryse odměněni. Abd al-Malik objednal zlaté mince, které byly roztaveny a naneseny na kopuli. Ta měla v té době takový třpyt, že se žádné oko nemohlo podívat přímo na ni. | “ |
| — Abu-Bakr al-Wasiti | |   |

Dva inženýři, Jazid ibn Salam z Jeruzaléma a Radža' ibn Hajwa z Beisanu (Bet Še’an) byli pověřeni velkoryse utrácet na výstavbě. Al-Makdisi píše, že na stavbu byly vynaloženy prostředky 7× přesahující příjem Egypta. V rozhovoru s jeho strýcem, proč tak marnotratně utrácel na stavby mešit v Jeruzalémě a Damašku, al-Makdisi píše:
| „                         | O můj synovče, nemáš žádné pochopení. Skutečně byl v pravdě a byl vybídnut, aby činil hodnotnou práci. On spatřoval Sýrii jako zemi, která byla dlouho obsazena křesťany a viděl, že jsou tam jejich krásné kostely , tak okouzlující a tak proslavené díky jejich nádheře, jako jsou Chrám Božího hrobu a kostely z Lyddy (Lod) a Edessy. Tak usiloval o to vybudovat pro muslimy mešitu, která by byla jedinečná a celý svět by se jí podivoval. A stejně tak je jasné, že když chalífa Abd al-Malik viděl velikost Chrámu Božího hrobu a jeho velikost ho dojímala, nechtěl, aby oslňovala mysli muslimů a tak postavil nad Skálou kopuli, která je tam k vidění nyní. | “ |
| — Shams al-Din al-Makdisi | |   |

A.C. Cresswell v knize „Origin of the plan of the Dome of the Rock“ píše, že ti, kdo postavili mešitu, použili míry z Chrámu Božího hrobu. Průměr kopule mešity je 20,2 m a její výška 20,48 m, zatímco průměr kopule Chrámu Božího hrobu je 20,90 m a výška 21,05 m.
Ve studii The Historic Background of the Erection of the Dome of the Rock prof. Šlomo Dov Goitein z Hebrejské univerzity uvádí:
| „                   | Ve známé pasáži Book of Geography al-Makdisi říká, jak se jeho strýc omluvil Abd al-Malikovi a al-Valíd I. Za utrácení tolika peněz dobrých muslimů na výstavby, oni zamýšleli odstranit fitnu, „obtíž“, představovaná existencí mnoha pěkných budov pro uctívání jiných náboženství. Pravá forma rotundy použitá pro Qubbat as-Sakhra, ačkoli to bylo islámu cizí, předurčilo jí to k soupeření s mnoha křesťanskými kopulemi. Nápisy zdobený vnitřek jasně odhaluje ducha boje proti křesťanům, chvílemi zdůrazněné části Koránu říkající, že Ježíš Kristus byl pravdivý prorok. Formule la šárika lahu „Bůh nemá žádného společníka“ je opakována 5x, verše súra Mirjam 16:34-37, které silně popírají Ježíšovo synovství k Bohu jsou citovány společně s pozoruhodnou modlitbou: Alláhumma salli ʿala rasúlika wa-ʿabdika 'Isa bin Marjam – „Ve jménu jednoho Boha (Alláha), modli se ze vašeho proroka a Služebníka Ježíše syna Marie“. To vše ukazuje, že soupeření s křesťanstvím společně s duchem islámského poslání ke křesťanům bylo zpracováno ve vytvoření slavného Dómu. | “ |
| — Šlomo Dov Goitein | |   |

Dóm je ve tvaru byzantského osmiúhelníku, strukturou určený k uchovávání a uctívání svatých pozůstatků a je skvělým příkladem středního byzantského umění. Hadž Amin al-Husejní Brity jmenovaný velký muftí spolu s Jakúbem Al-Ghusejnem zrealizoval obnovení Dómu a Mešity Al-Aksá v Jeruzalémě. Původně byla kopule pozlacená[zdroj?].
V podstatě nezměněný po 13. století, osmihranný Dóm zůstává jedním ze světových architektonických pokladů. Kopule se klene 20 m přes Skálu, stoupá k vrcholu více než 30 m nad ní. Průčelí je zhotoveno z porcelánu. Súry z Koránu nebo kapitoly jsou vepsány přes vrchol v dlažbě z 16. století od Sulejmana Nádherného. Během této doby byla do Dómu vepsána súra Já-Sín (36. súra), nad ní je napsána súra al-Isrá (Noční cesta).
Mark Twain během svých cest v Jeruzalémě napsal, že na části kopule byly použity kameny z Chrámové hory a které byly součástí Židovského chrámu, který byl zničen Římany v roce 70:
| „            | Všude kolem Omarovy mešity jsou části sloupů, podivně zpracované oltáře a střípky elegantně vyřezávaného mramoru – vzácný pozůstatek Šalamounova chrámu. Ty byly vykopány ze všech hloubek nánosů na hoře Mórije a muslimové vždy ukazovali odhodlání uchovat je s velikou péčí. | “ |
| — Mark Twain | |   |

Twainovo tvrzení je však velmi nepravděpodobné. Je naopak zcela jisté, že na některé muslimské stavby na Chrámové hoře byly použity materiály z křižáckých staveb, včetně mramorových sloupů.

### Křižácké období
Během křižáckého období byl Dóm svěřen Augustiniánům, kteří ho změnili na kostel a Mešita Al-Aksa se stala královským palácem Baldwina I. v roce 1104. Templářští rytíři, kteří věřili, že Dóm je na místě původního Šalamonova chrámu, zřídili v Mešitě Al-Aksa přiléhající k Dómu svůj hlavní stan. Tuto funkci měla po většinu 12. století. „Templum Domini“ (Chrám Páně), jak ho nazývali, byl uváděn na oficiálních pečetích Velmistrů (jako byli Evrard de Barres nebo Regnaud de Vichier) a stal se architektonickým modelem pro templářské kostely v Evropě.

### Období Ajúbidů a Mamlúků
Jeruzalém byl znovu dobyt Saladinem v pátek 2. října 1187 a Skalní dóm a Al-Aksá znovu vysvěceny jako muslimské svatyně. Kříž na vrcholu kopule byl nahrazen zlatým půlměsícem.[zdroj⁠?!] Saladinův synovec al Malik al-Mu'azzam Isa (615 - 24/1218-27) uskutečnil další rekonstrukce uvnitř Chrámové hory a přidal portál do mešity Al-Aksá. Chrámová hora byla středem zájmu sultánů během období Mamlúků, která trvala od roku 1250 do roku 1510.

### Turecké období

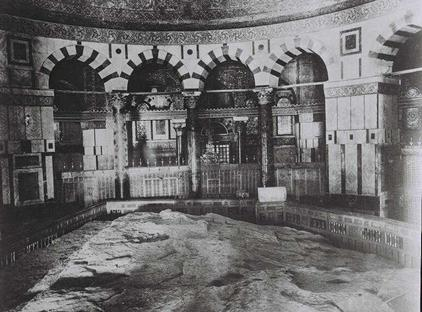
Interiér stavby, 1915

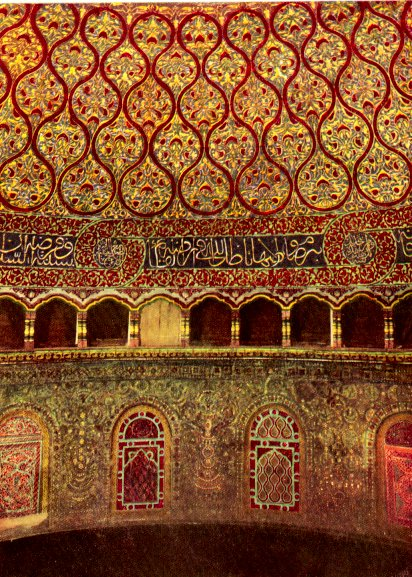
Foto interiéru, 1914

Během vlády Sulejmana Velikého byl vnějšek kopule pokryt dlažbou Iznik. Práce trvala 7 let.
Renovace ve velkém měřítku proběhla za vlády Mahmuta II. v roce 1817.

### Období britské nadvlády
Kopule byla poničena během zemětřesení v Palestině v pondělí 11. července 1927, opravy z mnoha let předtím vzaly za své.

### Moderní doba
V roce 1955 byl započat jordánskou vládou nový program oprav s pomocí fondů arabské vlády a Turecka. Opravy zahrnovaly nahrazení velkého množství dlažby z období Sulejmana Nádherného, které byly vytlačeny prudkým deštěm. V roce 1960 byla v rámci této renovace kopule pokryta odolnou hliníkovou a bronzovou slitinou vyrobenou v Itálii. Restaurace byla dokončena v roce 1964.
Pod Jordánskou vládou nad Jeruzalémem měli Židé zákaz vstupu do Starého Města. Izrael převzal kontrolu nad Dómem během vítězství v šestidenní válce v roce 1967. Podle posmrtně publikovaného rozhovoru v deníku Haaretz generál Uzi Narkis ohlásil, že 7. června 1967, několik hodin poté, co východní Jeruzalém padl do Izraelských rukou, mu rabín Šlomo Goren řekl: „Nyní nastal ten pravý čas dát do Omarovy mešity 100 kilogramů výbušniny, my sami se jí tak můžeme jednou provždy zbavit.“ Jeho žádost byla zamítnuta. Podle Gorenova pobočníka Menachema Ha-Kohena nenavrhl vyhodit mešitu do vzduchu, ale jenom uvedl, že „jestli během válečného tažení padne bomba na mešitu, mohlo by její zmizení být pro dobrou věc.“
Později tentýž rok k vojenskému meetingu dodal: „Jistě jsme ji měli bývali vyhodit do vzduchu. Je tragédií pro další generace, že jsme to neudělali […] Já sám bych tam šel a smetl ji ze země, aby tam nezůstala jediná stopa po tom, že Omarova mešita kdy vůbec existovala.“ Šlomo Goren také vstoupil do Dómu v talitu s Tórou a šofarem a byl hlavním představitelem ortodoxních rabínů, kteří podporovali Židy v návštěvě Chrámové hory a utvrzení izraelské nadvlády nad místem.
Několik hodin poté, co izraelská vlajka zavlála nad kopulí na znamení konce šestidenní války, Izraelci splnili jeden z nejkontroverznějších rozkazů generála Moše Dajana, totiž svěřit správu Chrámové hory do rukou muslimské rady – Waqfu za účelem „udržet mír“.
Nyní, byť se jedná stále o teritorium Izraele, izraelská vláda umožňuje muslimským radním plnou správu tohoto místa. Židé a křesťané jsou vyloučeni z vedoucích funkcí. Skupiny jako Temple mount and Eretz Yisrael Faithful Movement si přály přemístit kopuli do Mekky a nahradit ji Třetím chrámem. Od té doby, co muslimové považují zemi pod kopulí za posvátnou, hýbat s kopulí by mohlo vyvolat spory. Nejvíce zbožní Židé si myslí, že by měl být Chrám postaven až v mesiášském období. Někteří křesťané uvažují v souvislosti s možným zničením muslimských staveb a obnovením Chrámu o předzvěsti Armagedonu a Druhém příchodu Ježíše Krista.
V roce 1984 plánovala teroristická skupina Židovské podzemí útok na Skalní dóm a mešitu Al-Aksá s cílem vyhodit obě mešity do povětří. To měli členové skupiny provést 28 náložemi, vyrobenými z výbušnin zcizených z armádních základen na Golanských výšinách. Vycvičili zvláštní skupinu, která měla útok provést. V důsledku vnitřních sporů však byla operace před svým provedením odhalena izraelskou zpravodajskou službou Šin Bet.
V roce 1988 byla obnovena zlatá kopule díky daru 8,2 milionu dolarů od jordánského krále Husajna, který prodal jeden ze svých londýnských domů, aby mohl financovat požadovaných 80 kilogramů zlata.

## Omezení vstupu do Dómu
Až do poloviny 19. století byl nemuslimům zakázán vstup do tohoto prostoru. Od roku 1967 sice vstup povolen je, ale nesmějí zde provozovat své modlitby. Po návštěvě izraelského ministerského předsedy Ariela Šarona v roce 2000 na Chrámové hoře, což bylo posouzeno jako provokativní gesto, byl všem nemuslimům opět zakázán vstup do celé oblasti až do roku 2006.
V roce 2006 byla oblast znovu otevřena, návštěvníci mají přístup mimo pátky a muslimské svátky vždy mezi 7:30–10 ráno a 12:30 – 13:30. Vstup je skrz krytý dřevěný ochoz vedle zabezpečeného vstupu k Západní zdi známého jako Ša’ar Mughrabi nebo Maimonidova brána.

## Galerie

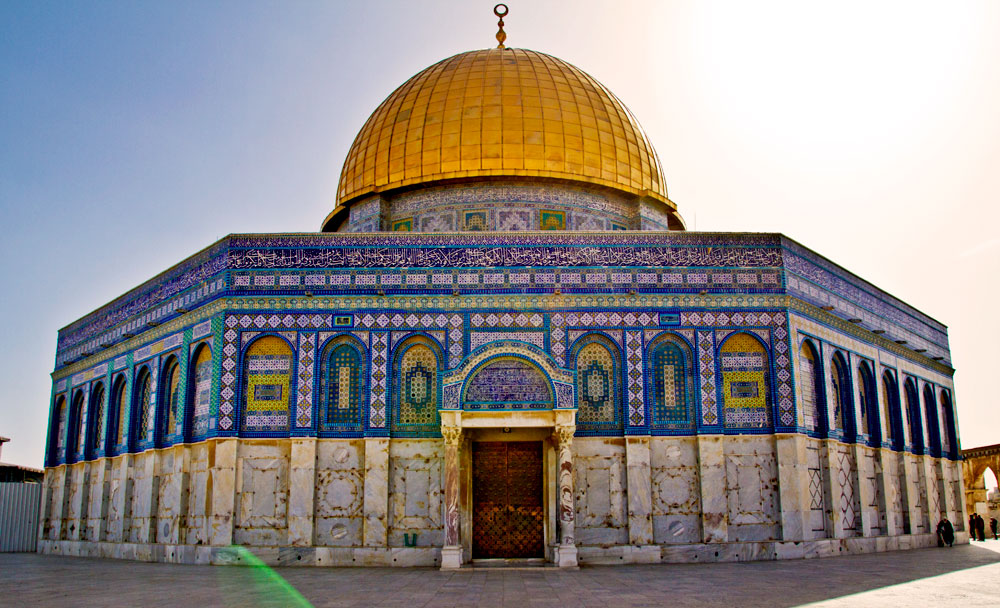
Severní strana
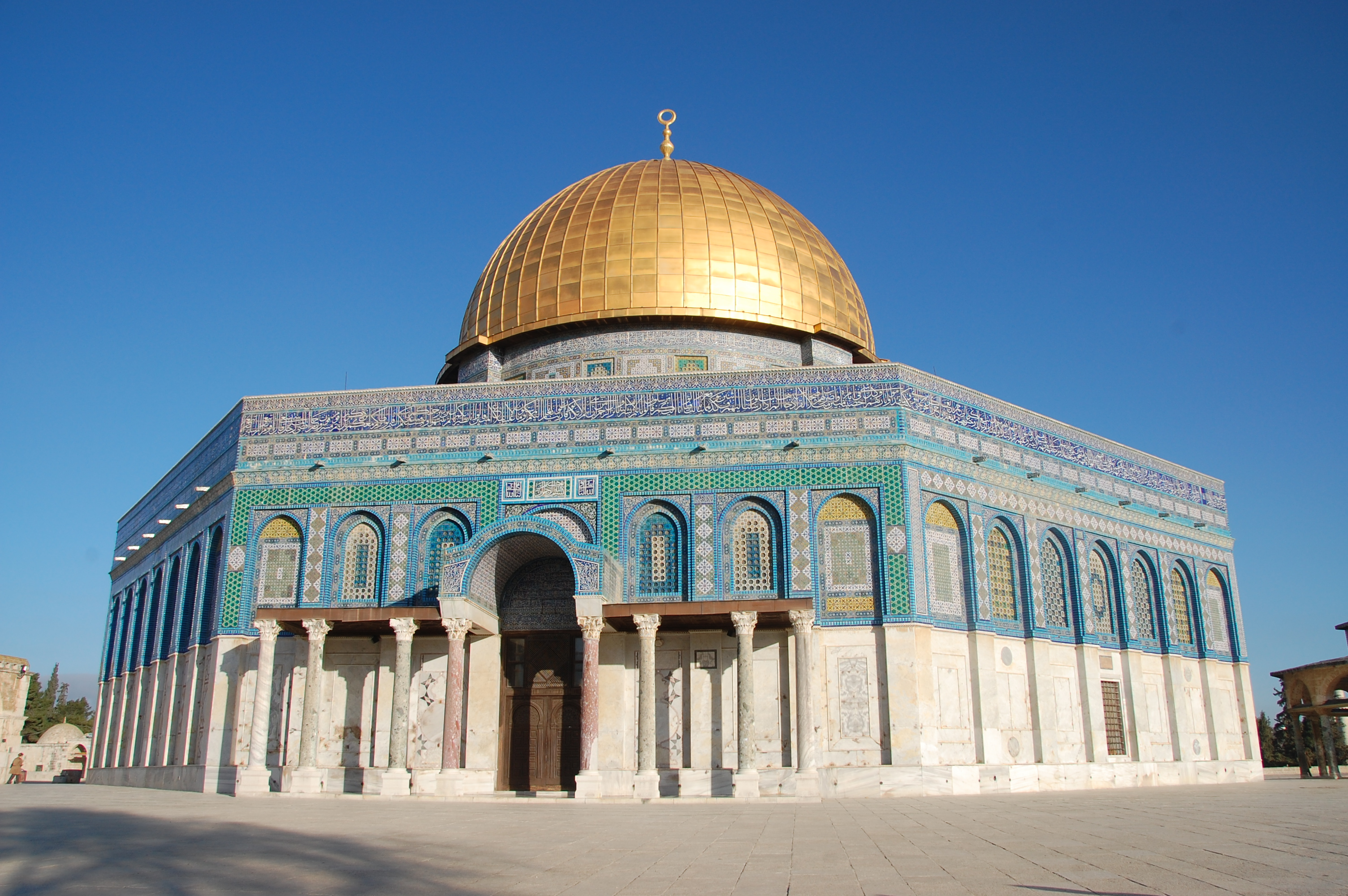
Jižní strana
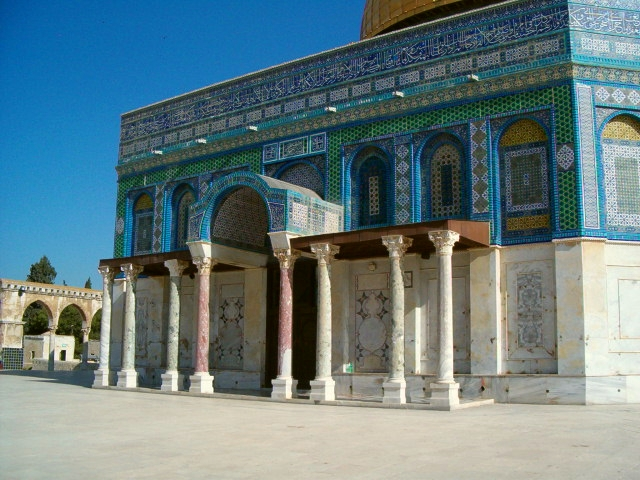
Fasáda dómu
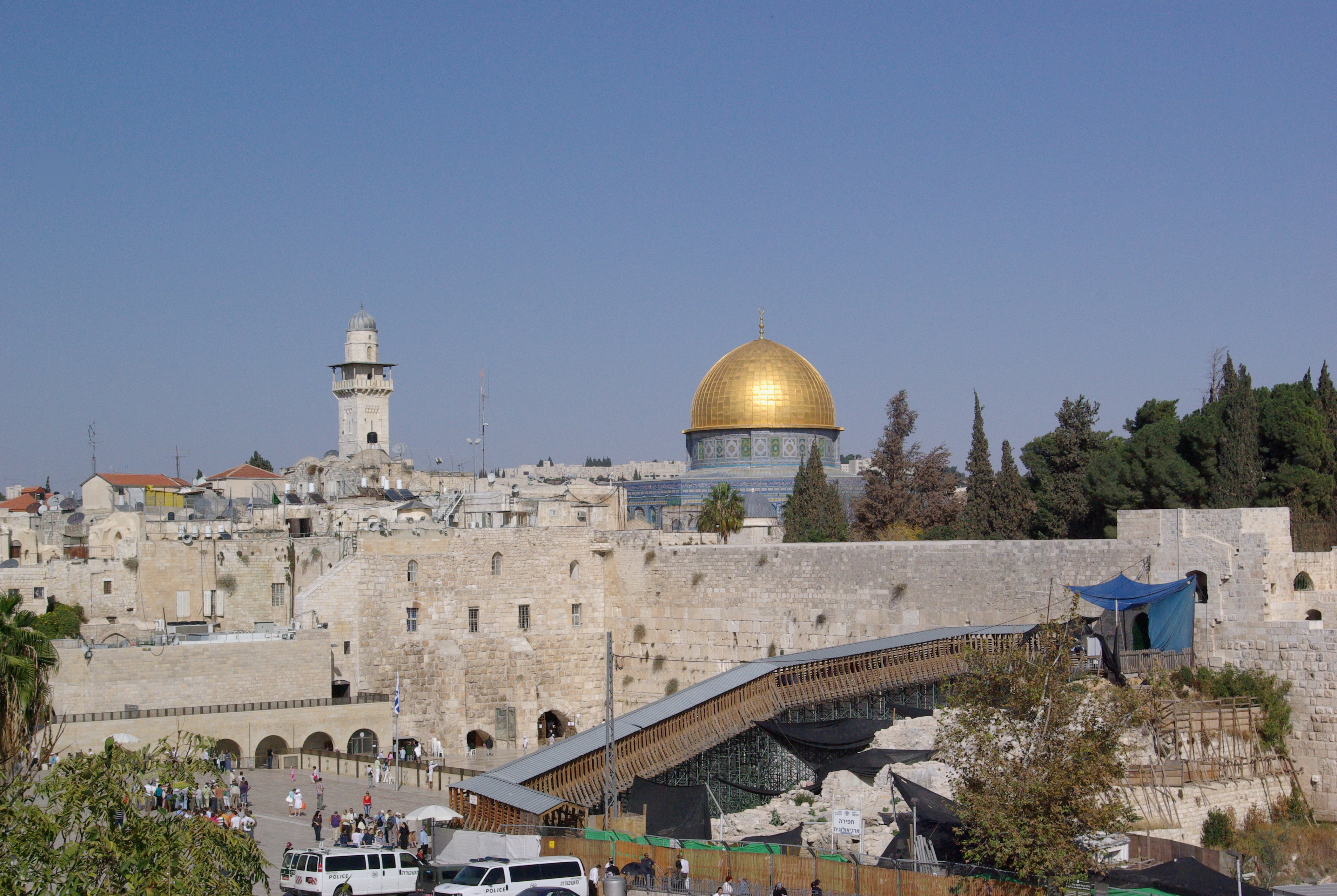
Panorama Jeruzaléma s dómem
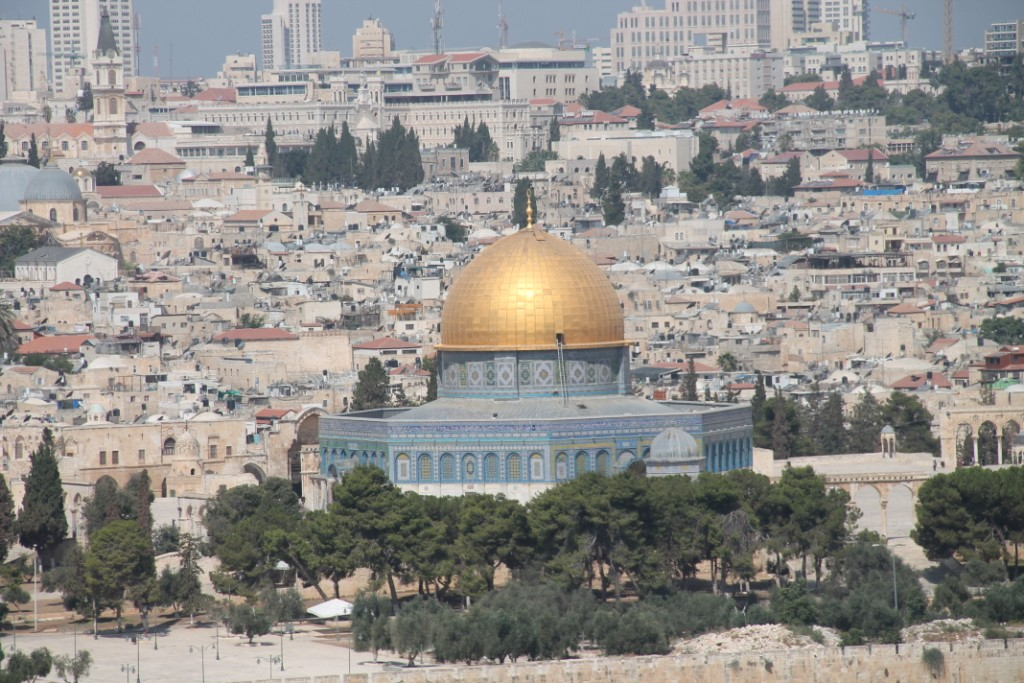
Pohled na Skalní dóm z olivové hory
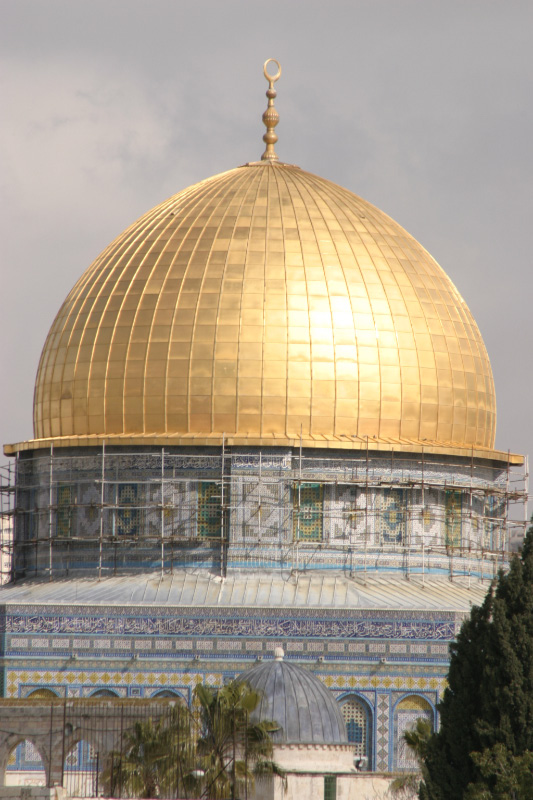
Zlatá kopule
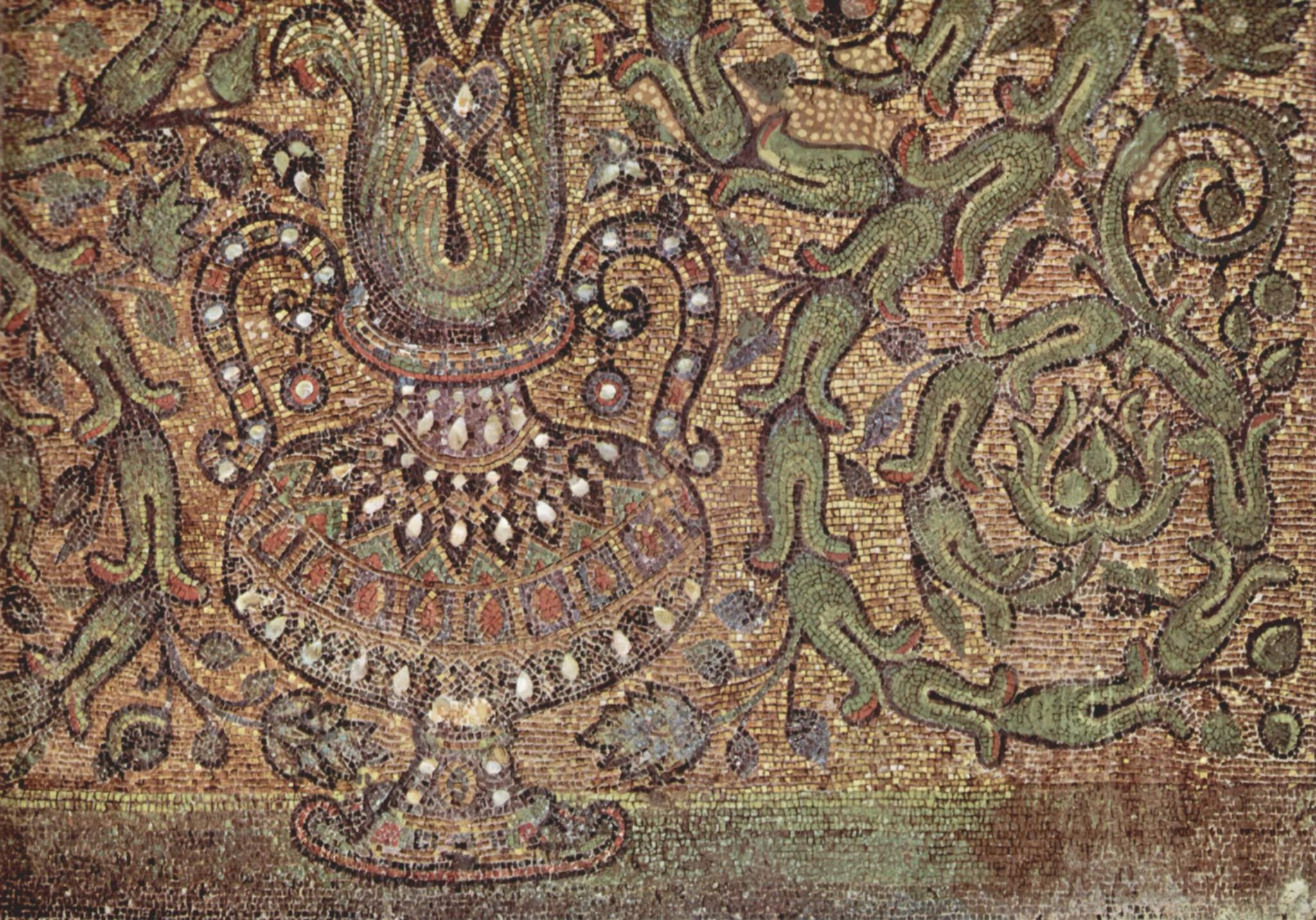
Detail fasády
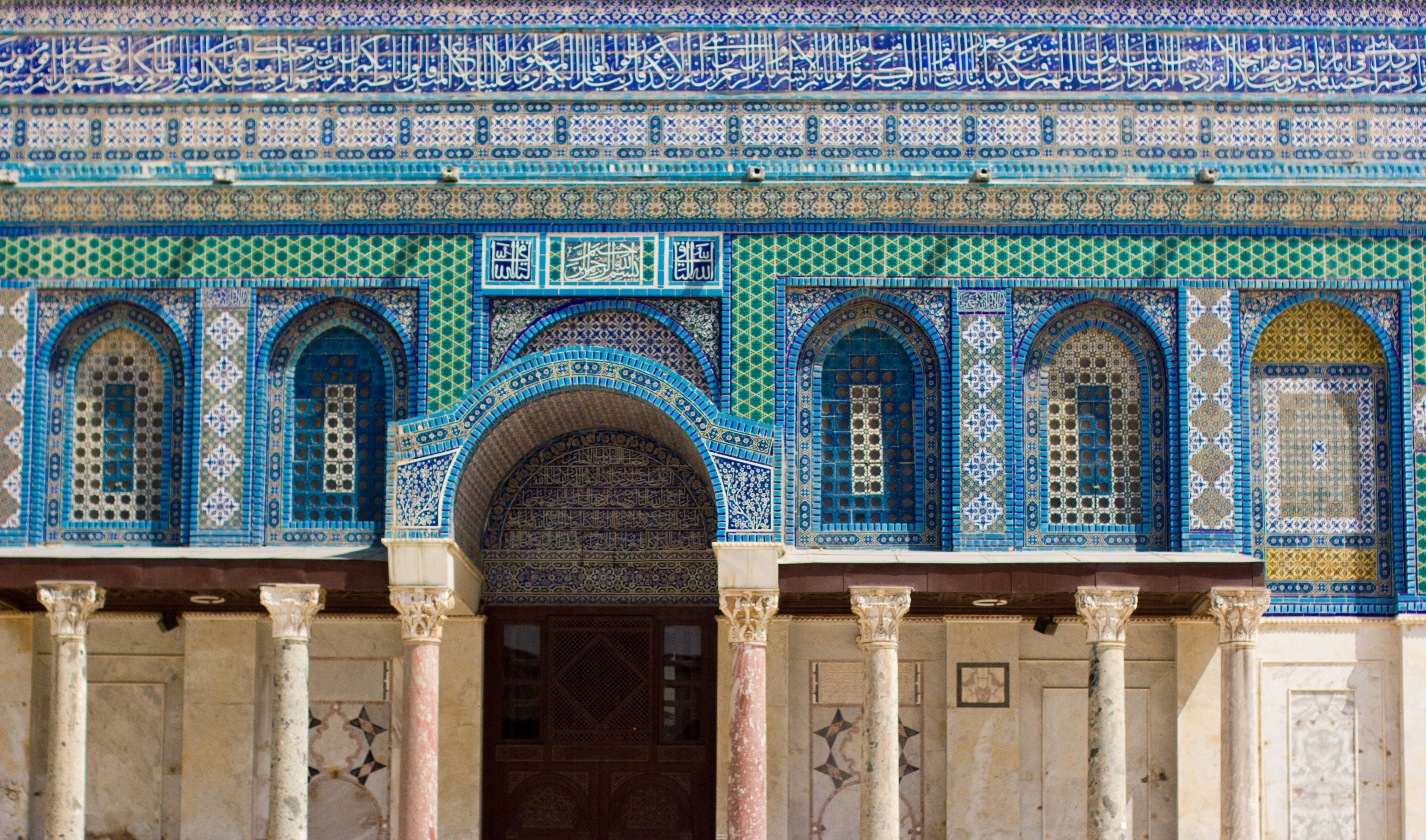
Detail jižního vstupu
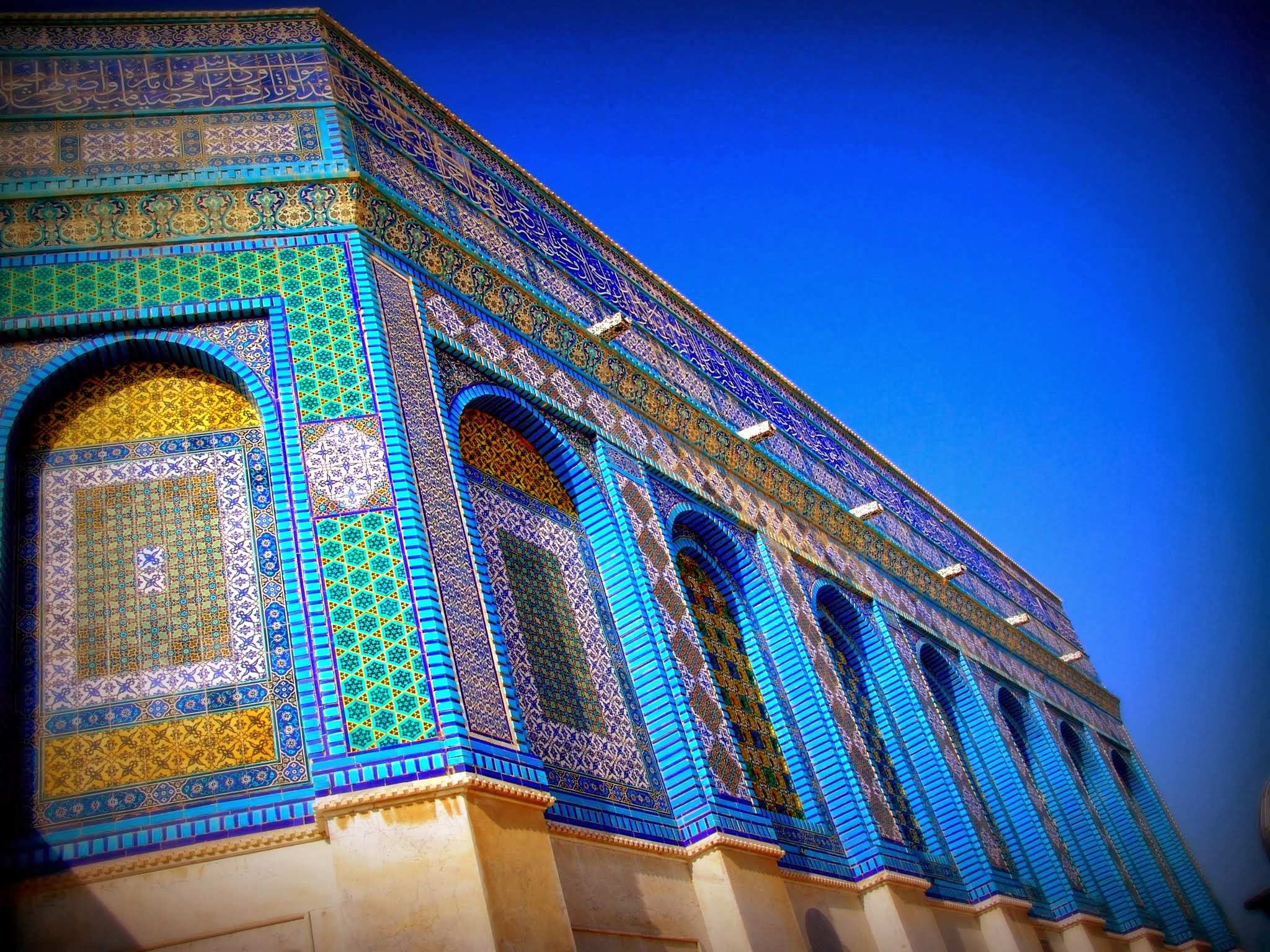
Detail exteriéru
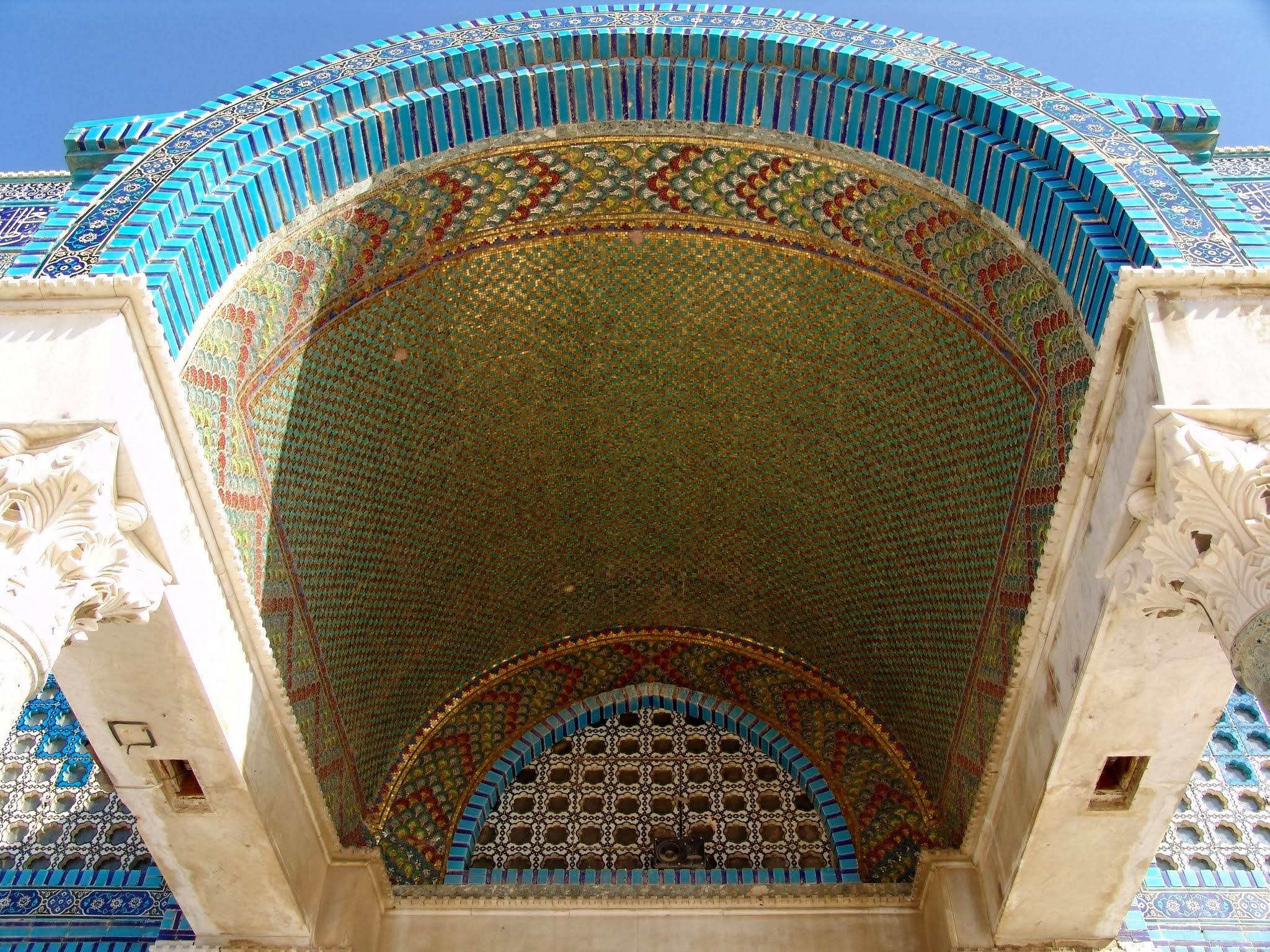
Oblouk u vstupu se zlatou mozaikou